# Ulrich Pretzel
Ulrich Pretzel (* 14. Juli 1898 in Berlin; † 20. November 1981 in Hamburg) war ein deutscher germanistischer Mediävist.

## Leben
Pretzel war ein Sohn des Berliner Pädagogen und Regierungsdirektors Carl Pretzel (1864–1935), sein Bruder war der Publizist Sebastian Haffner. Er nahm am Ersten Weltkrieg teil und studierte anschließend in Berlin Germanistik bei Gustav Roethe und Arthur Hübner. 1927 wurde er bei Edward Schröder in Göttingen mit einer Arbeit zur Frühgeschichte des deutschen Reims promoviert. 1931 wurde er Hilfskraft bei der Deutschen Kommission der Preußischen Akademie der Wissenschaften, wo er unter anderem für das Deutsche Wörterbuch der Brüder Grimm sowie als Redakteur für den Anzeiger für deutsches Altertum arbeitete. Seit 1937 gehörte er dem NS-Dozentenbund an. 1938 habilitierte er sich am Germanischen Seminar der Berliner Universität, wo er 1941 Dozent wurde. Seit 1938 arbeitete er im Auslandsamt der Dozentenschaft mit. Nachdem Pretzel 1944 bereits als außerplanmäßiger Professor der Deutschen Universität Prag vorgesehen war, leistete er stattdessen ab Oktober 1944 Kriegsdienst. 1945 gehörte er zu den rund 5000 deutschen Germanistikprofessoren, die ihre akademische Anstellung aufgrund ihrer Mitgliedschaft in nationalsozialistischen Organisationen oder Parteigliederungen aus politischen Gründen zunächst verloren. Das Gros der weniger Belasteten aus dieser Gruppe erhielt die Zulassung vor Ende 1947 wieder zurück, darunter auch Pretzel.
Von 1947 bis 1966 war Ulrich Pretzel ordentlicher Professor für Deutsche Philologie an der Universität Hamburg. Pretzel schrieb mehr als 100 wissenschaftliche Arbeiten zur Literatur- und Sprachgeschichte des deutschen Mittelalters, zu seinen Spezialgebieten gehörten unter anderem Textkritik, Metrik, Lexikographie, Wolfram von Eschenbach und die Geschichte der Germanistik. 1958 gab er einen Nachtrag zu Matthias Lexers Mittelhochdeutschem Taschenwörterbuch heraus. 1973 erschien seine neuhochdeutsche Übersetzung des Nibelungenlieds, 1982 posthum als sein letztes Werk die Mittelhochdeutsche Bedeutungskunde.
Pretzel war außerdem Leiter der 1947 gegründeten Arbeitsstelle zum Mittelhochdeutschen Wörterbuch und seit 1955 auswärtiges Mitglied der Akademie der Wissenschaften der DDR.
Zu Ulrich Pretzels zahlreichen Schülern gehören unter anderem Wolfgang Bachofer, Wolfgang Beutin, Hans Eggers, Karl Stackmann, Klaus von See und Peter Wapnewski. Die etwa 50.000 Bände umfassende Privatbibliothek Pretzels bildet seit 2004/05 einen Teil der Sammlungen der Brüder Grimm-Gesellschaft in Kassel.

## Schriften (Auswahl)
- Mittelhochdeutsche Bedeutungskunde. Winter, Heidelberg 1982.
- Kleine Schriften. Mit einem Geleitwort hrsg. von Wolfgang Bachofer und Karl Stackmann, Schmidt, Berlin 1979.
- Frühgeschichte des deutschen Reims. Bd. 1: Allgemeiner Teil; Besonderer Teil, Bd. 1: Die Entwicklung bis zur Volltonigkeit des Reims. Leipzig 1941.